# Quận Blount, Alabama
Quận Blount là một quận thuộc tiểu bang Alabama, Hoa Kỳ. Dân số theo điều tra dân số năm 2010 của Hoa Kỳ là 57.322 người. Quận lỵ là Oneonta. Đây là một quận khô.